# 武內哲夫
武內哲夫（1896年—？）日本福冈县人，满洲国及蒙疆联合自治政府官员。

## 生平
武內哲夫毕业于东京帝国大学。1922年入大阪府警部任职。1932年2月，任警视厅警务课长兼规划课长。1935年任满洲国特殊警察队嘱托。1937年，任满洲国内务局管理处长。1939年6月，任满洲国锦州省次长。
1939年9月1日，蒙疆联合自治政府成立，政务院下属的最重要的总务部，完全由日本人把持，關口保、武内哲夫分任部长、次长。1941年，蒙疆联合自治政府改组，将总务部改为总务厅，由总务部次长武内哲夫出任总务厅厅长。总务厅厅长武内哲夫离职后，次长前岛升曾经署理总务厅厅长。
1941年蒙疆联合自治政府改组中，治安部改为内政部，丁其昌继续担任内政部部长。武内哲夫任内政部次长，从1941年一直任至1943年，1943年被赛吉尔胡接任。
1941年蒙疆联合自治政府改组中，成立了“总力委员会”，主要任务是实行“民族协和，思想统一，治安确立，生产力扩充”，确立战时体制，实行总动员。总力委员会委员长由总务厅长武内哲夫兼任，委员由各部门次长级别的日本人担任。